# Les Enfants d'Ève
 (août 2025).
Motif : Absence de sources
- Archive Wikiwix
- Bing
- Cairn
- DuckDuckGo
- E. Universalis
- Gallica
- Google
- G. Books
- G. News
- G. Scholar
- Persée
- Qwant
- (zh) Baidu
- (ru) Yandex
- (wd) trouver des œuvres sur Wikidata

| 1. | Préciser le motif de la pose du bandeau. | Précisez le motif de la pose du bandeau en utilisant la syntaxe suivante : {{admissibilité à vérifier\|date=août 2025\|motif=remplacez ce texte par le motif}}                         |
| 2. | Informer les utilisateurs concernés.     | Pensez à avertir le créateur de l'article, par exemple, en insérant le code ci-dessous sur sa page de discussion : {{subst:avertissement admissibilité à vérifier\|Les Enfants d'Ève}} |

 (mai 2019).
 (mai 2019).
- Si vous ne connaissez pas le sujet, laissez ce bandeau (vous pouvez alors contacter les auteurs).
- Si vous supprimez le contenu mis en cause (vous pouvez préalablement contacter les auteurs),

argumentez précisément cette suppression dans la page de discussion
(un manque de référence n'est pas un argument ; une recherche réelle de référence doit avoir été effectuée, être formellement documentée).
Pour les articles homonymes, voir Genèse.
Les Enfants d'Ève est une série prévue de bandes dessinées dont la première a été publiée aux éditions Albin Michel en 2005. Le scénario est de Bernard Werber et les dessins et couleurs d'Éric Puech. Le second tome de cette série n'est pas annoncée pour le moment.

## Synopsis
Deux cents ans après l'explosion atomique la plus catastrophique qui ait jamais été, l'Humanité n'est plus composée que de femmes et est devenue ovipare. Le passé est devenu tabou et les hommes ne sont plus qu'une légende…

## Albums
- Tome 1 : Genèse (2005)
- Tome 2 : une sortie aurait été probable au printemps 2010 d'après Bernard Werber sur son blog du 23/04/2009

## Tome 1: Genèse
Bienvenue à Paris, en 2200, deux siècles après l'apocalypse. Nous voilà dans un monde aux allures médiévales peuplé uniquement de femmes qui naissent dans des œufs. Ce peuple a l'air heureux et prospère, mais une tension naît : un groupe de personnes faisant partie de la secte des dualistes clame l'existence des hommes, des humains qui auraient existé dans le monde "avant Ève" ! Mais ces personnes sont prises pour des hérétiques et sont chassées par la police dont fait partie Rebecca.

### Personnages principaux
- Rebbeca : principale héroïne de l'histoire, elle traque les hérétiques mais finit par douter des dires du gouvernement.
- Moustique : jeune fille espiègle qui admire Rebecca et lui donne des informations en échange d'argent.
- Anne-Laure : une compagne de Rebbeca qui souhaite avoir un enfant et supporte mal la vie mouvementée que mène son amie.
- Véronique : autre compagne de l'héroïne. Elle est archéologue et donc connaît bien les vestiges de Paris. Tout comme Anne-Laure, elle a une vision très négative des sectes.

## Publication
- Albin Michel : Tome 1 : Genèse